# Vargavinter (musikalbum)
Vargavinter är svenska världsmusikgruppen Vargavinters debutalbum, utgivet på skivbolaget Silence Records 1976.

## Låtlista
A
1. "En arbetares begravning" – 6:01 (Chico Buarque de Holanda, Joao Cabral de Melo Neto, svensk text: Margareta Mangs Teles)
2. "Melodi från Albanien" – 2:28 (trad., svensk text: Kjell Westling)
3. "Ruchenitsa" – 2:49 (trad.)
4. "Å så sulla ho mor" – 2:30 (trad., spelad efter Talleiv Röysland)
5. "Jägarsång" – 5:46 (trad.)
6. "A stor mo chroi" – 4:25 (trad.)

B
1. "Snart" – 5:09 (trad., text: Samith Al-Qasim, svensk text: Ingvar Rydberg)
2. "Lowell Factory Girl" – 4:50 (trad.)
3. "Tokpolskan" – 3:10 (trad., spelade efter Hjort Anders Olsson)
4. "Melodi från Kina" – 2:40 (trad., text: Mao Tse-Tung), svensk text: Göran Malmqvist)
5. "Rumänsk dansmelodi" – 8:10 (trad.)

## Medverkande
- Jörgen Adolfsson – mandola, sopransaxofon, slagverk
- Christer Bothén – klarinett, basklarinett, luta, slagverk, omslagsmålning, layout
- Tuomo Haapala – basfiol, slagverk
- Janne Hellberg – fiol, gitarr, bouzouki, slagverk
- Anders Lind – inspelning
- Marie Selander – sång, gitarr, flöjt, congas, slagverk
- Karl-Erik Tallmo – foto
- Kjell Westling – fiol, flöjt, sopransaxofon, bouzouki, basklarinett, slagverk

### Fotnoter
1. ↑  ”Vargavinter”. Discogs.com. http://www.discogs.com/Vargavinter-Vargavinter/release/2806274. Läst 10 januari 2013.